# Memaliaj
Memaliaj é uma cidade e município (em albanês:  bashkia) da Albânia localizado no distrito de Tepelenë, prefeitura de Gjirokastër.